# Electro (album)
Electro 3 – trzecia kompilacja polskiego duetu Kalwi & Remi wydana w 2007 roku. Promuje go wcześniej wydany singel Victory i wydany po premierze albumu Made in USA.

## Lista utworów
1. Eric Prydz - Proper Education (Club Mix)
2. Kalwi & Remi - Imagination (Locowhite & John Avagarde Remix)
3. Rivaz feat. Ronin - Broken Wings (Nicola Schenetti Remix)
4. Erick E - The Beat Is Rockin'
5. Club Generation - Patch-E (Groove Extended)
6. Kalwi & Remi - Made In USA (Club Mix)
7. Abel Ramos - Electro Fun (Digital Poison Remix)
8. John Marks - Carnival (Electrotech Mix)
9. Divini & Warning - Xtra Large
10. Carlos - The Silmarillia (Leon Bolier Remix)
11. Activa - Airflow (Mac Zimms Remix)
12. Kalwi & Remi - Victory (Extended Mix)
13. 4 Strings - Mainline (Four Turntables Remix)